# Conrad de La Tour-Châtillon de Zurlauben
Pour les articles homonymes, voir Zurlauben.
Conrad de la Tour-Châtillon de Zurlauben, frère de Béat Jacques Ier de la Tour-Châtillon de Zurlauben, fut pendant huit ans lieutenant aux gardes suisses, près de Louis XIV. Nommé en 1675, colonel du régiment de Furstemberg, gouverneur du château de Zwoll en Hollande, et en 1676, brigadier de l'armée française, il servit glorieusement en Catalogne ; il se distingua, en 1677, au siège de Puicerda, et, en il était inspecteur général d'infanterie dans le Roussillon et la Catalogne. Pour le récompenser, Louis XIV lui donna, en 1681, deux seigneuries dans la Haute-Alsace. Créé, en 1682, chevalier de l'ordre de Saint-Michel, il mourut la même année à Perpignan.

## Source
- « Conrad de La Tour-Châtillon de Zurlauben », dans Louis-Gabriel Michaud, Biographie universelle ancienne et moderne : histoire par ordre alphabétique de la vie publique et privée de tous les hommes avec la collaboration de plus de 300 savants et littérateurs français ou étrangers, 2e édition, 1843-1865 [détail de l’édition]